# 八田村 (兵庫県)
八田村（はったむら）は兵庫県北西部、美方郡に属していた村。現在の新温泉町の南西部、岸田川上流域にあたる。

## 地理
- 山：扇ノ山、牛ヶ峰山
- 高原：上山高原
- 河川：岸田川

## 歴史
- 1889年（明治22年）4月1日 - 町村制の施行により、千原村、鐘尾村、千谷村、宮脇村、越坂村、海上村、前村、石橋村、内山村、岸田村が合併して二方郡八田村が発足。
- 1896年（明治29年）4月1日 - 所属郡が美方郡に変更。
- 1954年（昭和29年）10月1日 - 温泉町・照来村と合併し、改めて温泉町が発足。同日八田村廃止。

## 交通

### 道路
- 国道9号